# Bistum Shendam
Das Bistum Shendam (lat.: Dioecesis Shendamensis) ist eine in Nigeria gelegene römisch-katholische Diözese mit Sitz in Shendam.

## Geschichte
Das Bistum Shendam wurde am 2. Juni 2007 durch Papst Benedikt XVI. mit der Apostolischen Konstitution Nuper est petitum aus Gebietsabtretungen des Erzbistums Jos errichtet und diesem als Suffraganbistum unterstellt.
Am 18. März 2014 gab das Bistum Shendam Teile seines Territoriums zur Gründung des Bistums Pankshin ab.

## Bischöfe von Shendam
- James Naanman Daman OSA, 2007–2015
- Philip Davou Dung, seit 2016